# Nelson Cavaquinho
Nelson Cavaquinho, nom de scène de Nelson Antônio da Silva (Rio de Janeiro, 1911 – Rio de Janeiro, 1986) est un important musicien brésilien. Sambista de Rio de Janeiro, compositeur et cavaquiniste dans sa jeunesse, il opte dans sa maturité pour la guitare, développant un style de jeu qui lui est propre, en utilisant seulement deux doigts de sa main droite.

## Biographie
Nélson Antônio da Silva naît dans le quartier de Tijuca de Rio de Janeiro le 29 octobre 1911,.
Son implication dans la musique commence avec sa famille. Son père, Brás Antônio da Silva, est musicien dans l'orchestre de la police militaire et son oncle Elvino est violoniste et organise des cercles de samba chez lui.
Sa famille déménage à Lapa, plus populaire, et Nelson abandonne très tôt ses études pour devenir électricien. Sa famille déménage plusieurs fois jusqu'à s'installer à Gávea, où il commence à fréquenter les cercles choro. Il rencontre des musiciens qui auront un profond impact sur sa formation tels que Edgar Flauta da Gávea, Heitor dos Prazeres, Mazinho do Bandolim et le guitariste Juquinha. Il apprend de ce dernier à jouer du cavaquinho, et trouve sa touche personnelle en ne jouant qu'avec deux doigts de la main droite : cette particularité lui vaut son surnom et nom de scène Nelson Cavaquinho.
Vers l'âge de 20 ans, il épouse Alice Ferreira Neves, avec qui il a quatre enfants. Grâce à son père, il réussit à trouver un emploi dans la police en effectuant des patrouilles de nuit à cheval. C'est ainsi qu'au cours des tournées, il fait découvre la colline de Mangueira, qu'il commence à fréquenter et où il rencontre des sambistas comme Cartola et Carlos Cachaça.
Il réalise plus de quatre cents compositions, dont des classiques comme A Flor eo Espinho et Folhas Secas, toutes deux en partenariat avec Guilherme de Brito, son partenaire le plus fréquent. En raison du manque d'argent, après avoir quitté la police, Nelson "vend" finalement des partenariats de sambas qu'il compose seul, ce qui pousse Cartola à choisir d'abandonner le partenariat, tout en maintenant l'amitié.

Clémentine de Jésus et Nelson do Cavaquinho, 1972. Archives nationales.

Sa première chanson enregistrée est Não faz Vontade a Ela, en 1939, d'Alcides Gerardi, mais elle n'a pas beaucoup de succès. Des années plus tard, elle est redécouvert par Cyro Monteiro, qui réalise plusieurs enregistrements de ses chansons. Il ne commence à se produire en public que dans les années 1960, au Zicartola, un bar appartenant à Cartola et Dona Zica au centre-ville de Rio. En 1970, il sort son premier LP, Depoimento de Poeta, sur le label Castelinho.
Ses chansons sont composées avec une extrême simplicité et leurs paroles font presque toujours référence à des thèmes tels que la guitare, les femmes, les tavernes et, surtout, la mort, comme dans Rugas, Quando Eu me Chamar Saudade, Luto, Eu e as Flores et Juízo Final.
A plus de 50 ans, il rencontre Durvalina, trente ans plus jeune que lui, sa compagne pour le reste de sa vie.
Nelson Cavaquinho meurt dans la nuit du 18 février 1986,, à l'âge de 74 ans, victime d'un emphysème pulmonaire.

## Hommage
Lors du Carnaval de Rio 2011, l'école de samba GRES Estação Primeira de Mangueira a honoré Nelson Cavaquinho pour son centenaire. « O Filho Fiel, Semper Mangueira » est le nom de l'enredo que l'association a aménagé sur l'avenue. Le musicien était fan de l'école de samba carioca.

## Discographie
- 1970 - Depoimento do Poeta (Discos Castelinho)
- 1972 - Nelson Cavaquinho - série documento (RCA Victor)
- 1973 - Nelson Cavaquinho (Odeon)
- 1985 - As Flores em Vida (Gravadora Eldorado)

### Filmographie
- (pt) Nelson Cavaquinho, de Leon Hirszman (1969).